# Індіан-Гіллс (Кентуккі)
Індіан-Гіллс (англ. Indian Hills) — місто (англ. city) в США, в окрузі Джефферсон штату Кентуккі. Населення — 2860 осіб (2020).

## Географія
Індіан-Гіллс розташований за координатами 38°17′18″ пн. ш. 85°40′15″ зх. д. / 38.28833° пн. ш. 85.67083° зх. д. (38.288218, -85.670877).  За даними Бюро перепису населення США в 2010 році місто мало площу 5,12 км², з яких 5,08 км² — суходіл та 0,05 км² — водойми.

## Демографія
Згідно з переписом 2010 року, у місті мешкало 2868 осіб у 1113 домогосподарствах у складі 900 родин. Густота населення становила 560 осіб/км².  Було 1170 помешкань (228/км²).
Расовий склад населення:
| - 95,6 % — білих - 1,6 % — азіатів - 1,4 % — чорних або афроамериканців - 0,1 % — корінних американців |

До двох чи більше рас належало 1,3 %. Частка іспаномовних становила 0,7 % від усіх жителів.
За віковим діапазоном населення розподілялося таким чином: 24,7 % — особи молодші 18 років, 55,3 % — особи у віці 18—64 років, 20,0 % — особи у віці 65 років та старші. Медіана віку мешканця становила 49,6 року. На 100 осіб жіночої статі у місті припадало 92,7 чоловіків;  на 100 жінок у віці від 18 років та старших — 91,7 чоловіків також старших 18 років.
Середній дохід на одне домашнє господарство  становив 210 704 долари США (медіана — 148 750), а середній дохід на одну сім'ю — 222 681 долар (медіана — 161 518). Медіана доходів становила 130 375 доларів для чоловіків та 61 667 доларів для жінок. За межею бідності перебувало 1,1 % осіб, у тому числі 0,0 % дітей у віці до 18 років та 0,0 % осіб у віці 65 років та старших.
Цивільне працевлаштоване населення становило 1274 особи. Основні галузі зайнятості: освіта, охорона здоров'я та соціальна допомога — 28,7 %, науковці, спеціалісти, менеджери — 17,8 %, фінанси, страхування та нерухомість — 12,7 %, роздрібна торгівля — 7,7 %.